# 芒特霍普 (堪薩斯州)
芒特霍普（英語：Mount Hope）是一個位於美國堪薩斯州塞奇威克縣的城市。

## 地方資料
根據2020年美國人口普查的數據，芒特霍普的面積為3.86平方千米，當中陸地面積為3.80平方千米，而水域面積為0.06平方千米。當地共有人口560人，而人口密度為每平方千米145.08人。